# Liste der Biografien/Kire
Liste der Biografien |
Portal Biografien |
Personensuche
# |
A |
B |
C |
D |
E |
F |
G |
H |
I |
J |
K |
L |
M |
N |
O |
P |
Q |
R |
S |
T |
U |
V |
W |
X |
Y |
Z |
?
 
Ka |
Kb |
Kc |
Kd |
Ke |
Kf |
Kg |
Kh |
Ki |
Kj |
Kl |
Km |
Kn |
Ko |
Kp |
Kr |
Ks |
Kt |
Ku |
Kv |
Kw |
Ky |
Kx |
Kz
 
Kia |
Kib |
Kic |
Kid |
Kie |
Kif |
Kig |
Kih |
Kii |
Kij |
Kik |
Kil |
Kim |
Kin |
Kio |
Kip |
Kir |
Kis |
Kit |
Kiu |
Kiv |
Kiw |
Kix |
Kiy |
Kiz
 
Kira |
Kirb |
Kirc |
Kird |
Kire |
Kirf |
Kirg |
Kirh |
Kiri |
Kirj |
Kirk |
Kirl |
Kirm |
Kirn |
Kiro |
Kirp |
Kirr |
Kirs |
Kirt |
Kiru |
Kirv |
Kirw |
Kiry |
Kirz
Die Liste der Biografien führt alle Personen auf, die in der deutschsprachigen Wikipedia einen Artikel haben. Dieses ist eine Teilliste mit 19 Einträgen von Personen, deren Namen mit den Buchstaben „Kire“ beginnt.

## Kire

### Kirec
- Kireççi, Ahmet (1914–1978), türkischer Ringer

### Kiree
- Kireewi, Aleksandre (* 1991), georgischer Eishockeyspieler

### Kirej
- Kirejczyk, Gabriel (* 2003), polnischer Fußballspieler
- Kirejew, Roman (* 1987), kasachischer Radrennfahrer
- Kirejew, Wiktor Sergejewitsch (* 1987), russischer Handballspieler
- Kirejew, Wladislaw (* 2000), kasachischer Biathlet
- Kirejewa, Nailja Achnjafowna (1948–2012), sowjetisch-russische Mikrobiologin und Hochschullehrerin
- Kirejewski, Iwan Wassiljewitsch (1806–1856), russischer Philosoph und Slawophiler

### Kirel
- Kirel, Noa (* 2001), israelische Sängerin, Tänzerin und SchauspielerinNoa Kirel (* 2001)

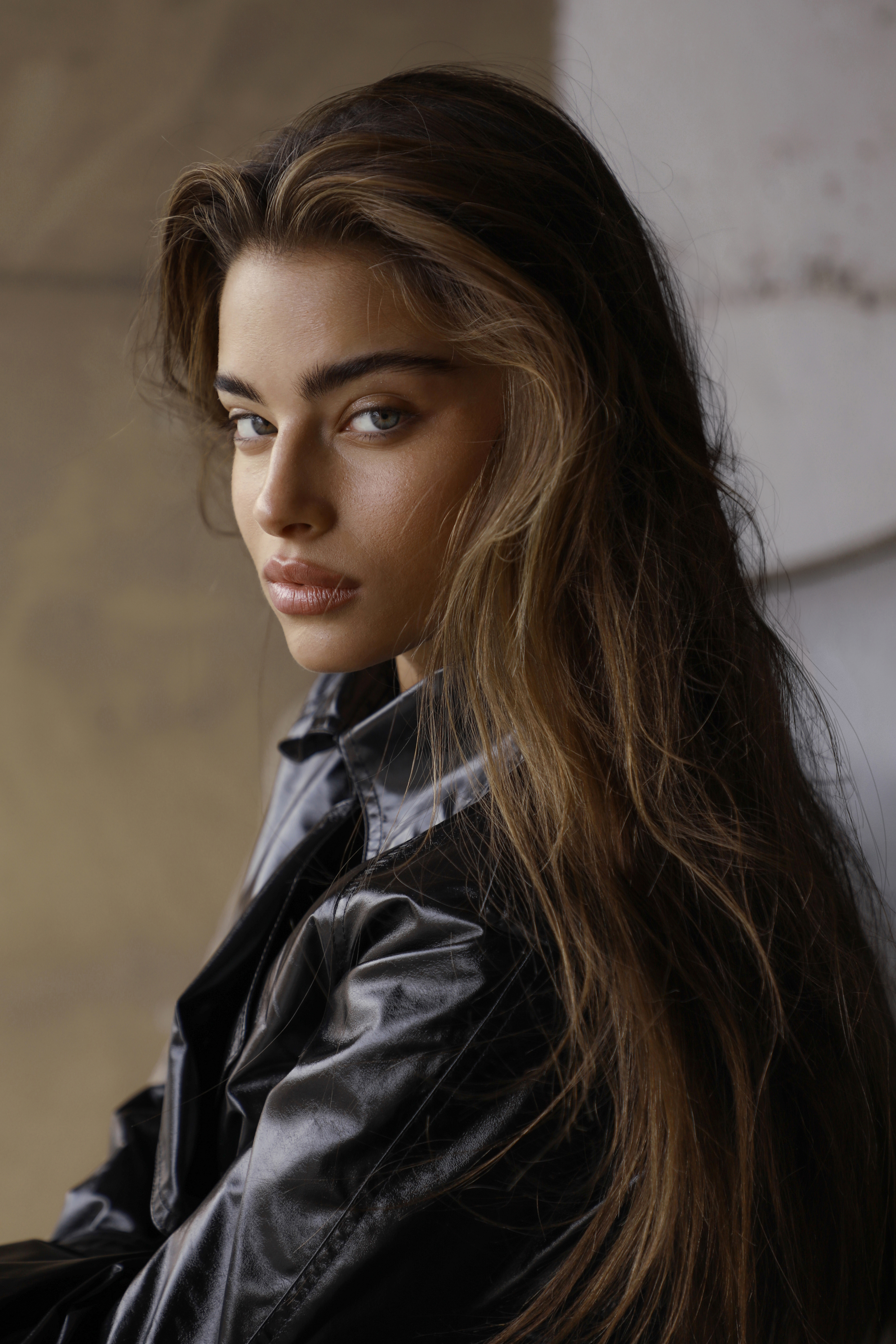
Noa Kirel (* 2001)

- Kirellos IV. von Alexandria (1816–1861), koptischer Papst von Alexandrien (1854–1861); Patriarch des Stuhles vom Heiligen Markus (Koptische Kirche)
- Kirellos V. (1831–1927), koptischer Papst (1876–1927)
- Kirellos VI. (1902–1971), ägyptischer koptischer Geistlicher; Papst von Alexandrien (1959–1971); Patriarch des Stuhles vom Heiligen Markus

### Kirem
- Kiremitçi, Erhan (* 1963), türkischer Fußballspieler
- Kiremitçi, Hilmi (1934–2011), türkischer Fußballspieler und -trainer
- Kiremitçi, Tuna (* 1973), türkischer Musiker

### Kiren
- Kirén, Toni (* 1984), finnischer Eishockeyspieler
- Kirenski, Leonid Wassiljewitsch (1909–1969), jakutisch-sowjetischer Physiker und Hochschullehrer

### Kirew
- Kirew, Mario (* 1989), bulgarischer Fußballtorhüter
- Kirew, Stefan (* 1942), bulgarischer Radrennfahrer